# Elveszett gyémántok
Az Elveszett gyémántok Demjén Ferenc 3. stúdióalbuma, a lemez stúdiómunkálatai 1990 októberében történtek.

## Az album dalai

### A oldal
1. Mindig ugyanúgy (Latzin Norbert-Demjén Ferenc)
2. Lepihenni melletted (Latzin Norbert-Demjén Ferenc)
3. Jöjj vissza vándor (Latzin Norbert-Demjén Ferenc)
4. Szellemvasút (Latzin Norbert-Demjén Ferenc)
5. Elveszett gyémántok (Presser Gábor-Demjén Ferenc)

### B oldal
1. Sajtból van a hold (Demjén Ferenc)
2. Kinőtt a szárnyunk (Závodi Gábor-Demjén Ferenc)
3. Felhős az ég (Menyhárt János-Demjén Ferenc)
4. Élni és győzni (Holló József-Demjén Ferenc)
5. Epilógus (Demjén Ferenc)

## Közreműködők
- Demjén Ferenc – ének
- Menyhárt János – gitár, vokál
- Závodi Gábor – billentyűs hangszerek, vokál
- Szentmihályi Gábor – dob
- Presser Gábor – billentyűs hangszerek, ének (A/5)
- Holló József – billentyűs hangszerek (B/4)